# Sageritz
Sageritz ist ein rechtsseitig der Elbe gelegener Ortsteil der sächsischen Gemeinde Glaubitz im Landkreis Meißen.

## Geografie
Das Dorf Sageritz hat die Form eines erweiterten Gutsrundlings. Die Flur bestand ursprünglich aus Gutsblöcken und Gewannen. Sageritz ist komplett mit Glaubitz verwachsen und wird auf älteren Karten wie der von Oeder nicht genannt. In späteren Karten wird Sageritz häufig erwähnt.

## Geschichte
Sageritz bedeutet sinngemäß „Hinter dem Berge“. Sageritz war schon in der Vorzeit bewohnt, was gefundene Brandgräber beweisen. Das Dorf selbst wurde am 15. November 1539 das erste Mal urkundlich erwähnt, aber das Bauerndorf Sageritz bestand wohl schon länger. In Sageritz befindet sich eine frühmittelalterliche kleine Wallanlage mit Wassergraben, die aber heute kaum noch erkennbar ist (Wiesenweg – Großenhainer Straße auf halbem Weg linke Seite). Im Jahr 1552 übte das Rittergut Glaubitz die Grundherrschaft über Sageritz aus. Das blieb bis ins 19. Jahrhundert mit kleinen Unterbrechungen so. Laut einem Bericht von 1575/1576 war 1575 Hans von Truchseß Lehnsherr und der Pfarrer war Hieronymus Hildebrand. Dieser Pfarrer erhielt an Sprengenbroten 24 aus Glaubitz, 12 aus Radewitz, 26 aus Sageritz, 22 aus Ninchritz und 7 aus Grödel. 1601 soll Dietrich von Truchseß auf Glaubitz Sageritz erworben haben. 1624 hat Sageritz 25 Einwohner, nicht berücksichtigt sind in dieser Zahl Frauen, Kinder, Knechte. 1639 kam das Dorf vorübergehend in den Besitz von Balthasar von Köckeritz auf Bobersen und Promnitz, danach wieder zurück an das Glaubitzer Rittergut. Im Dreißigjährigen Krieg wurde Sageritz fast vollständig zerstört und entvölkert.1661 waren von 23 Gehöften 20 zerstört. Im Jahr 1701 lebten in Sageritz 15 Steuerzahler. Darunter waren drei Hofdrescher, ein Maurer und ein Schmied. Aufgrund der schlechten Bodenverhältnisse kam es  im 16. Jahrhundert mehrmals zu Missernten (1719, 1724, 1726–1728). Beim Lustlager von Zeithain 1730 befand sich das Hauptquartier in Radewitz. Zwischen Sageritz, Glaubitz und Radewitz wurde eine Zeltstadt errichtet. Für die erlittenen Flurschäden erhielt Sageritz eine Entschädigung von 53 Talern, 3 Groschen und 4,5 Pfennigen. 1738 wohnten im Dorf 18 Wirte (Hausbesitzer).
Ab 1696 wurde der neubesiedelte Ort vom Amt Großenhain verwaltet, ab 1856 vom Gerichtsamt Großenhain und ab 1875 von der Amtshauptmannschaft Großenhain.
Kirchlich und schulisch gehörte Sageritz immer zu Glaubitz und die Sageritzer mussten 1781 Hufenbrote als Entgelt an den Schullehrer zahlen. Über die Dorfschenke ist bekannt, dass es 1787 Streit zwischen dem Gutsherrn Perl und dem Wirt wegen des Befugnisses zum Gastiren, Herbergen und Musikhalten gab. Im Jahr 1823 hat Sageritz 5 Hufen Land. 1840 hat der Ort 30 Feuerstätten, 167 Einwohner. Das zugehörige Land ist 120 Acker groß. Die Einwohner gliedern sich in 14 Begüterte, 16 Hausbesitzer, darunter ein Bäcker, ein Sattler, ein Weber, ein Schuhmacher, neun Maurer und vier Zimmerleute. Des Weiteren gibt es eine Gastwirtschaft, eine Windmühle und die herrschaftliche Buschmühle, eine Wassermühle. Die Buschmühle war 1630 eine Pachtmühle und zahlte jährlich 8 Scheffel Korn und 2 Scheffel Steinmehl der Herrschaft. Später wird die Mühle erblich. Am 24. Oktober 1749 kaufte der Schiffsmüller Georg Meißner für 400 Taler und 4 Scheffel Korn als Erbzins jährlich, 1754 Ernest Rehfeld aus Ragewitz für 450 Taler. Die Mühle hat einen Gang und fünf Paar Hirsestampfen. 1802 erbaute der Buschmüller Knüpfer eine neue Windmühle, da diese 1730 abgetragen worden war. 1816 war Knüpfer noch Eigentümer der Mühle.
Gebäude der Buschmühle liegen auf dem Gelände des Waldbades. Der Mühlteich wurde 1948 zum Waldbad umgestaltet. Die Windmühle wird heute zu Wohnzwecken genutzt.
1778 überließ der Rittergutsbesitzer J.G. Perl ein brachliegendes Stück Land, von dem es hieß, dass auf seinem toten Sand kaum ein Strauch Nahrung finde, der lange Berg, einigen Bauern unentgeltlich zur Besiedelung. Die entstandene Kolonie Langenberg war zunächst Ortsteil von Glaubitz. Am 18. November 1818 wurde das Dörfchen Langenberg selbständig als Gemeinde.
1840 besuchten 49 Kinder aus Sageritz die Schule in Glaubitz: 30 Jungen und 19 Mädchen. Seit 1924 ist Sageritz in Glaubitz aufgegangen und wurde Glaubitz B genannt.

### Bevölkerungsentwicklung

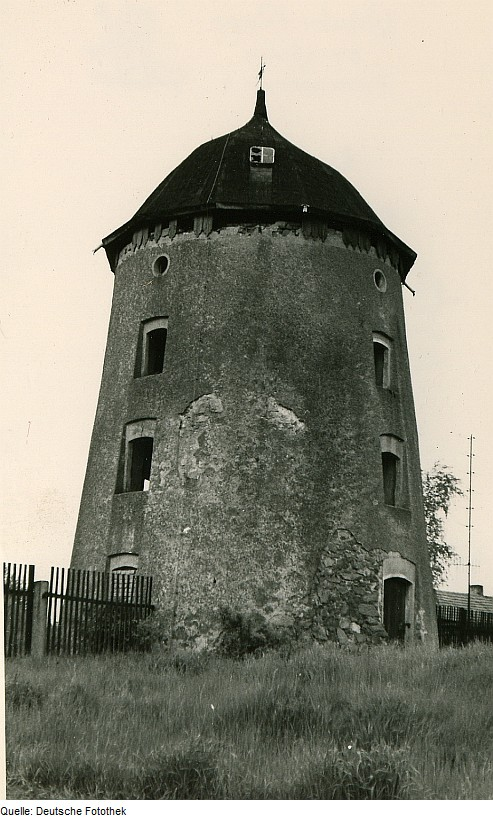
Fotothek Glaubitz. Holländermühle (Foto aus dem Jahr 1972)

| Jahr | Einwohner                                            |
| ---- | ---------------------------------------------------- |
| 1552 | 15 besessene Mann, 6 Inwohner                        |
| 1764 | 15 besessene Mann, 4 Häusler, 5 Hufen je 14 Scheffel |
| 1834 | 474                                                  |
| 1871 | 292                                                  |
| 1890 | 262                                                  |
| 1924 | → Glaubitz                                           |